# Fenals
Fenals is een badplaats net ten zuiden van Lloret de Mar, het enige wat de twee stranden scheidt, is een grote rots.
Fenals is een apart dorp in de gemeente Lloret de Mar.
Een groot verschil met Lloret de Mar is de rust die er ook in de zomer is. Terwijl Lloret de Mar 's zomers wordt gedomineerd door jongeren zijn er in Fenals juist gezinnen met kinderen.
Verder is Fenals geliefd omdat het een zeer mooi en vrij rustig strand (Platja de Fenals) heeft in vergelijking met Lloret de Mar.